# البحث الكبير عن أعداد مرسين الأولية في الإنترنت

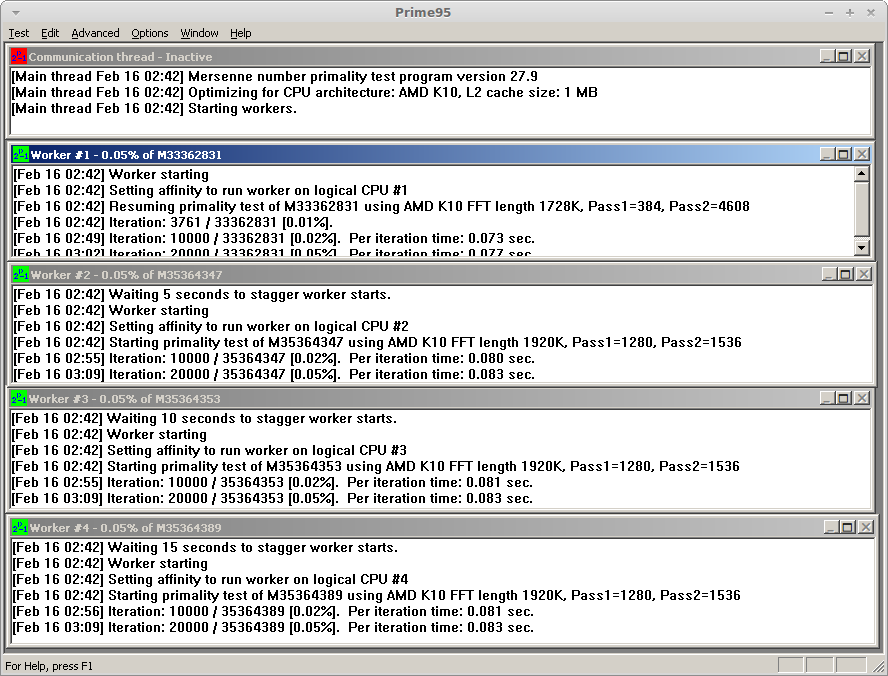

البحث الكبير عن أعداد ميرسين الأولية في الإنترنت (بالأنجليزية GIMPS) هو مشروع تعاوني تطوعي، يمكن لأعضائه استعمال برامج حاسوب معينة حرة للبحث عن أعداد ميرسين الأولية. أسس هذا المشروع من طرف جورج فولتمان.

## التاريخ
ابتدأ هذا المشروع في يناير 1996.

## وصلات خارجية
- الصفحة الرئيسية لمشروع البحث الكبير عن أعداد ميرسين الأولية في الإنترنت